# Musée russe de la Première Guerre mondiale
Le Musée de la Première Guerre mondiale (en russe : Музей Первой мировой войны) est un musée de Tsarskoïe Selo à Saint-Pétersbourg.

## Histoire de la construction
Il est créé en 1917 mais n'a pas survécu aux guerres ; la forme actuelle date de 2014, pour le centième anniversaire de la Grande Guerre. Il se situe dans le palais Ratnaïa, ou Chambre martiale, qui est classé.

## Collections
Imaginé pour célébrer les héros sous Nicolas II sous la direction de l'architecte S. Sidortchouk, le musée actuel a une surface d'exposition d'environ 900 m2 avec des objets, des collections, mais aussi l'apport des habitants de la ville. Il est organisé en treize sections, avec de nombreuses reconstitutions comme celle d'un bureau de la Stavka, et un Nieuport 17.

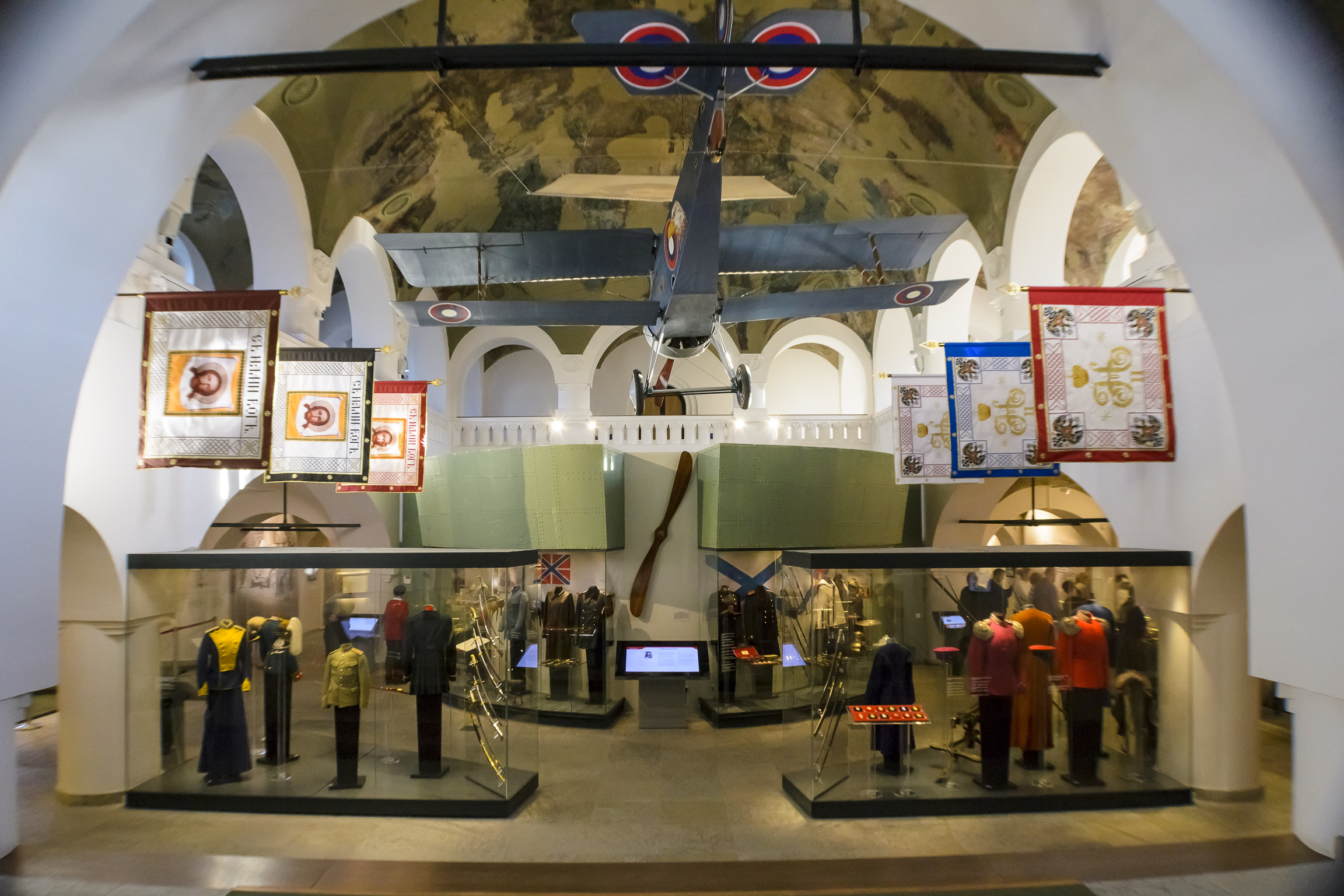
Nieuport, uniformes et drapeaux.
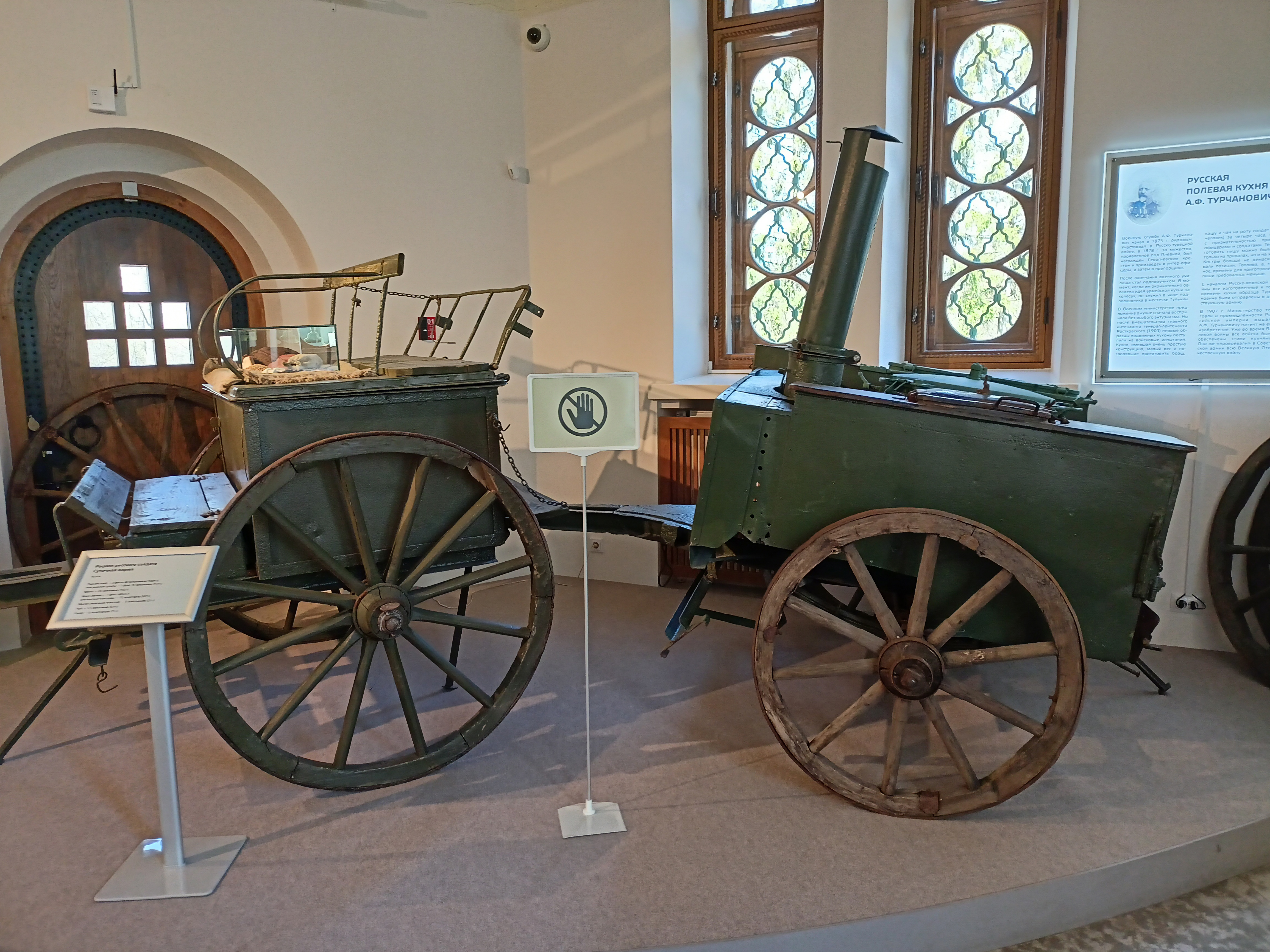
Cantine roulante.